# Pescara (rzeka)
Pescara (w górnym biegu Aterno) – rzeka w środkowych Włoszech, na Półwyspie Apenińskim, w Abruzji, dopływ Morza Adriatyckiego. Długość rzeki wynosi 145 km, a powierzchnia dorzecza 3188 km².
Źródła rzeki znajdują się w masywie Monti della Laga, w Apeninach Środkowych, w pobliżu miejscowości Montereale, na wysokości około 1100 m n.p.m. W górnym biegu rzeka, nosząca na tym odcinku nazwę Aterno, płynie w kierunku południowo-wschodnim, m.in. przez L’Aquila. W połowie długości skręca na północny wschód, po czym przyjmuje dopływ Sagittario. Nieco dalej, w miejscowości Popoli, rzeka przejmuje nazwę Pescara od wpadającego do niej w tym miejscu dopływu, którego źródło znajduje się niespełna kilka kilometrów na zachód. Nad ujściem rzeki do Adriatyku położone jest miasto Pescara.